# موتوكي يويدا
موتوكي يويدا (باليابانية: 植田 元輝) (14 مايو 1979 في كاناغاوا في اليابان – )؛ هو لاعب كرة قدم سابق كان يلعب كحارس مرمى.

## وصلات خارجية
- موتوكي يويدا على موقع عالم كرة القدم.نت (الإنجليزية)